# 薩克森-科堡-薩爾費爾德的安托瓦內特公主
薩克森-科堡-薩爾費爾德的安東妮（德語：Antoinette von Sachsen-Coburg-Saalfeld，1779年8月28日—1824年3月14日），薩克森-科堡-薩爾費爾德公爵法蘭西斯的次女，英國維多利亞女王的阿姨。

## 家庭
1798年，安東妮與符騰堡的亞歷山大結婚，兩人共有4子1女：
1. 瑪麗（英语：Duchess Marie of Württemberg）（1799年—1860年）
2. 保羅（1800年—1801年），夭折
3. 亞歷山大（1804年—1881年）
4. 恩斯特（德语：Ernst von Württemberg）（1807年—1868年）
5. 腓特烈（1810年—1815年），夭折